# Willard Saulsbury junior

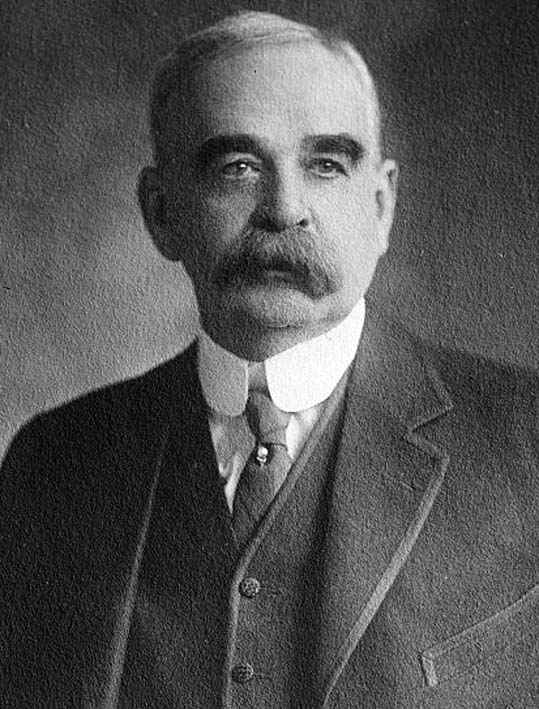
Willard Saulsbury Jr.

Willard Saulsbury Jr. (* 17. April 1861 in Georgetown, Delaware; † 20. Februar 1927 in Wilmington, Delaware) war ein US-amerikanischer Politiker (Demokratische Partei), der den Bundesstaat Delaware im US-Senat vertrat.

## Leben
Saulsbury entstammte einer Politikerfamilie. Bereits sein Vater Willard Saulsbury und sein Onkel Eli May Saulsbury hatten in Washington den Senatorensitz der Klasse 2 inne, den er später übernehmen sollte.
Nach dem Besuch von Privatschulen sowie der University of Virginia in Charlottesville studierte er die Rechtswissenschaften, wurde 1882 in die Anwaltskammer aufgenommen und begann als Jurist in Wilmington zu praktizieren. Später wurde er auch Präsident der Anwaltsvereinigung des New Castle County und stand der örtlichen Zensurbehörde (Board of censors) vor.

## Politik
Als einflussreiches Mitglied seiner Partei gehörte Saulsbury von 1908 bis 1920 dem Democratic National Committee an. 1899 unternahm er den ersten Versuch, in den Senat gewählt zu werden, scheiterte jedoch ebenso wie bei seinen folgenden fünf Versuchen. Erst 1913 war er erfolgreich und zog am 4. März dieses Jahres in den Kongress ein. Während seiner sechsjährigen Amtsperiode war er Vorsitzender mehrerer Ausschüsse und fungierte zwischen Dezember 1916 und März 1919 als Senatspräsident pro tempore.
Nach Inkrafttreten des 17. Verfassungszusatzes wurden die US-Senatoren ab 1914 nicht mehr von den jeweiligen Staatsparlamenten, sondern vom Volk gewählt. Dieser Wahl musste sich Saulsbury im Jahr 1918 stellen, wobei er mit 48 Prozent der Stimmen dem Republikaner Lewis Heisler Ball unterlag, der 51 Prozent erreichte. Somit musste Willard Saulsbury im März 1919 aus dem Senat ausscheiden. Er arbeitete danach wieder als Anwalt in Wilmington und Delaware; ferner nahm er an der Abrüstungskonferenz in Washington in den Jahren 1921 und 1922 sowie an der panamerikanischen Konferenz in Santiago de Chile 1923 teil.